# Fontana Maggiore
La fuente Mayor (en italiano: Fontana Maggiore o fontana di Piazza) es uno de los principales monumentos de la ciudad italiana de Perugia.

## Historia
Fue proyectada entre 1275 y 1278 por Nicolo y Giovanni Pisano con la colaboración de Fray Bevignate da Cingoli para la parte arquitectónica y de Boninsegna Veneziano para la parte hidráulica. La obra fue erigida para celebrar la llegada del agua a la parte alta de la ciudad gracias al nuevo acueducto, que transportaba el agua proveniente de Monte Pacciano, en el centro de Perugia. Está constituida por dos bañeras de mármol polígonales concéntricas coronadas por un recipiente de bronce (obra del fundidor perugino Rosso Padellaio).
La fuente es una de las más bellas de Italia, por la elegancia de sus líneas, la armonía de sus formas y la riqueza de su decoración, formada por 50 bajorrelieves y 24 estatuas. Las dos bañeras polígonales concéntricas están decoradas con bajorrelieves: en la inferior están los símbolos y las escenas de la tradición agraria y de la cultura feudal, los meses del año con los signos del zodíaco y las artes liberales, la Biblia y la historia de Roma, en la superior están representadas diversos personajes bíblicos y mitológicos.
La fuente ha sufrido recientemente algunos trabajos de restauración que han durado cinco años y que la han devuelto su antiguo esplendor. Situada en el centro de la bellísima Piazza IV Novembre, fue la primera fuente no construida en su lugar ya que fue construida en el taller y después montada en el centro de la plaza, construida con piedra de Asís, recibe desde hace más de 800 años agua del Monte Pacciano, situado a pocos kilómetros de la ciudad.

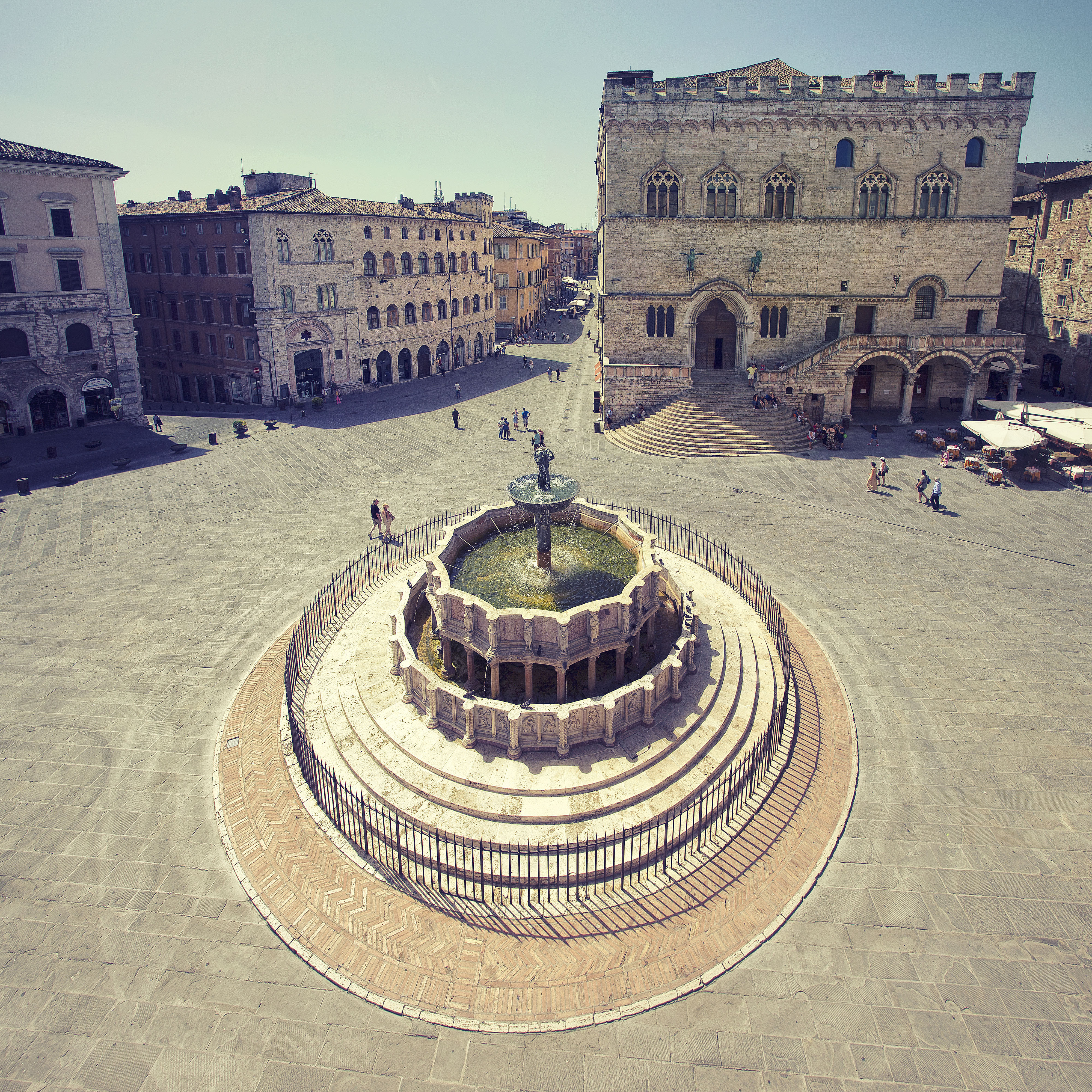
La Fontana Maggiore en el centro de la  Piazza IV Novembre.
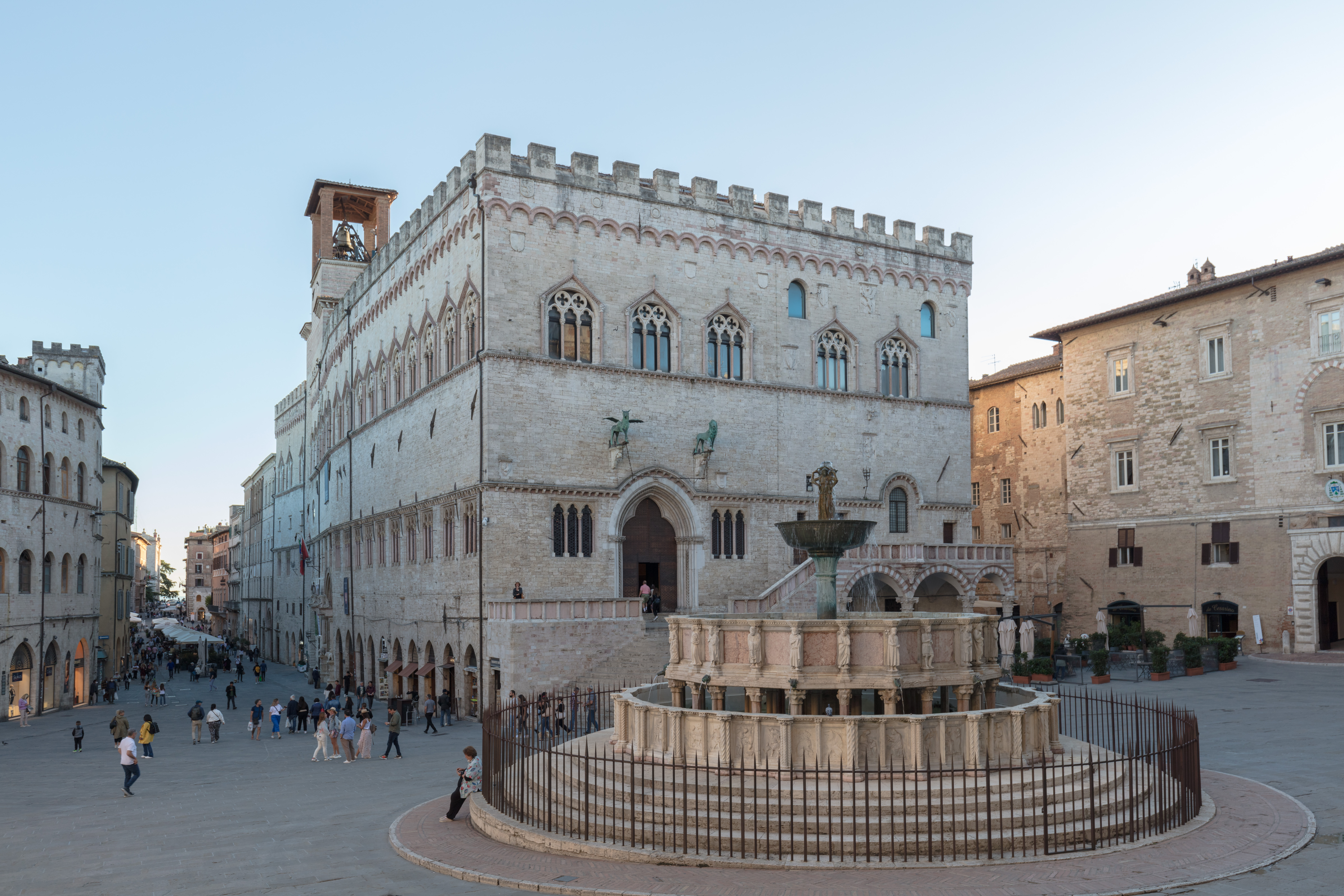
Alzado de dos niveles en mármol coronados por un cuenco en bronce.
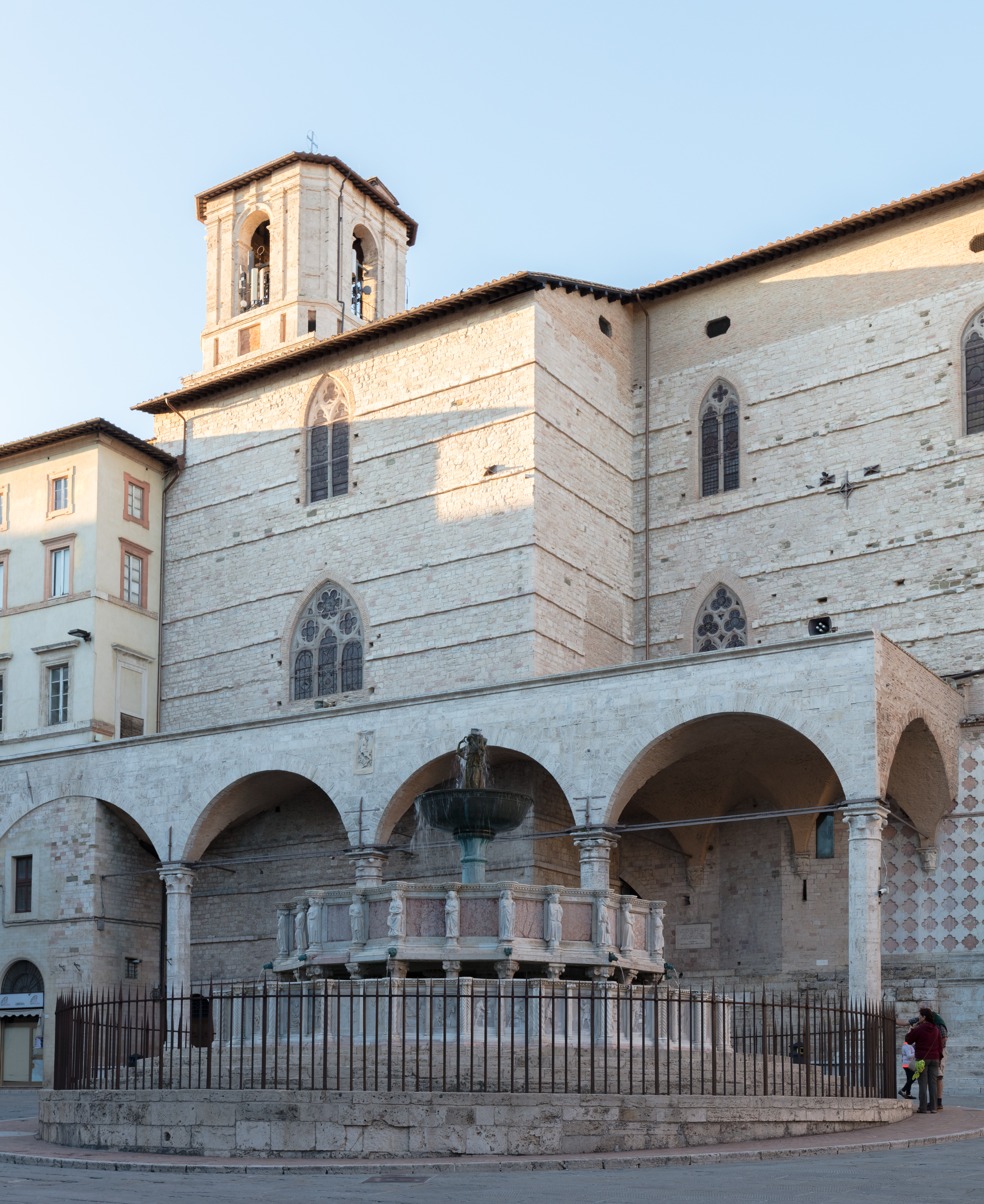
Vista de la fuente y la catedral.
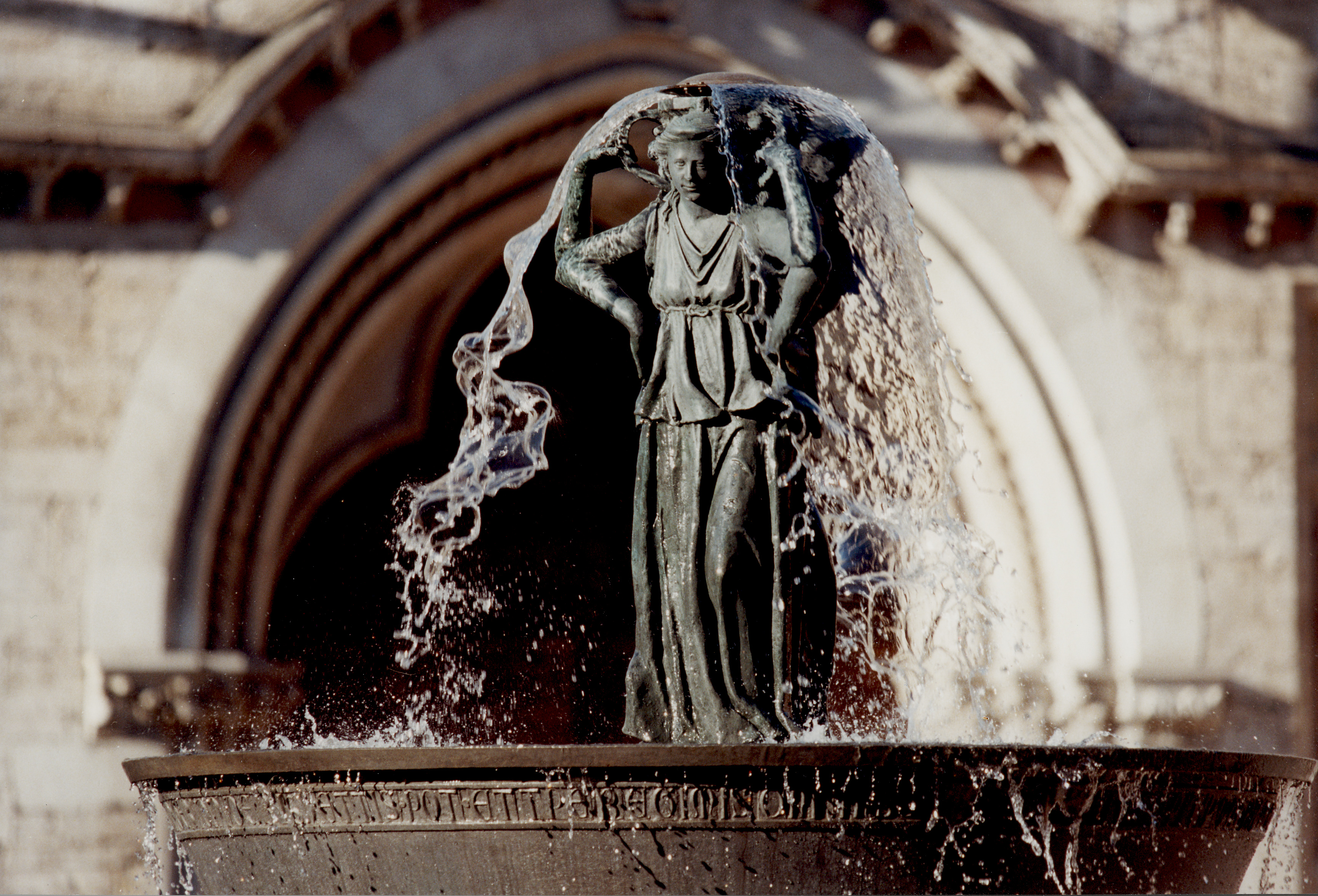
Las esculturas superieores en bronce, Trois porteuses d'eau.
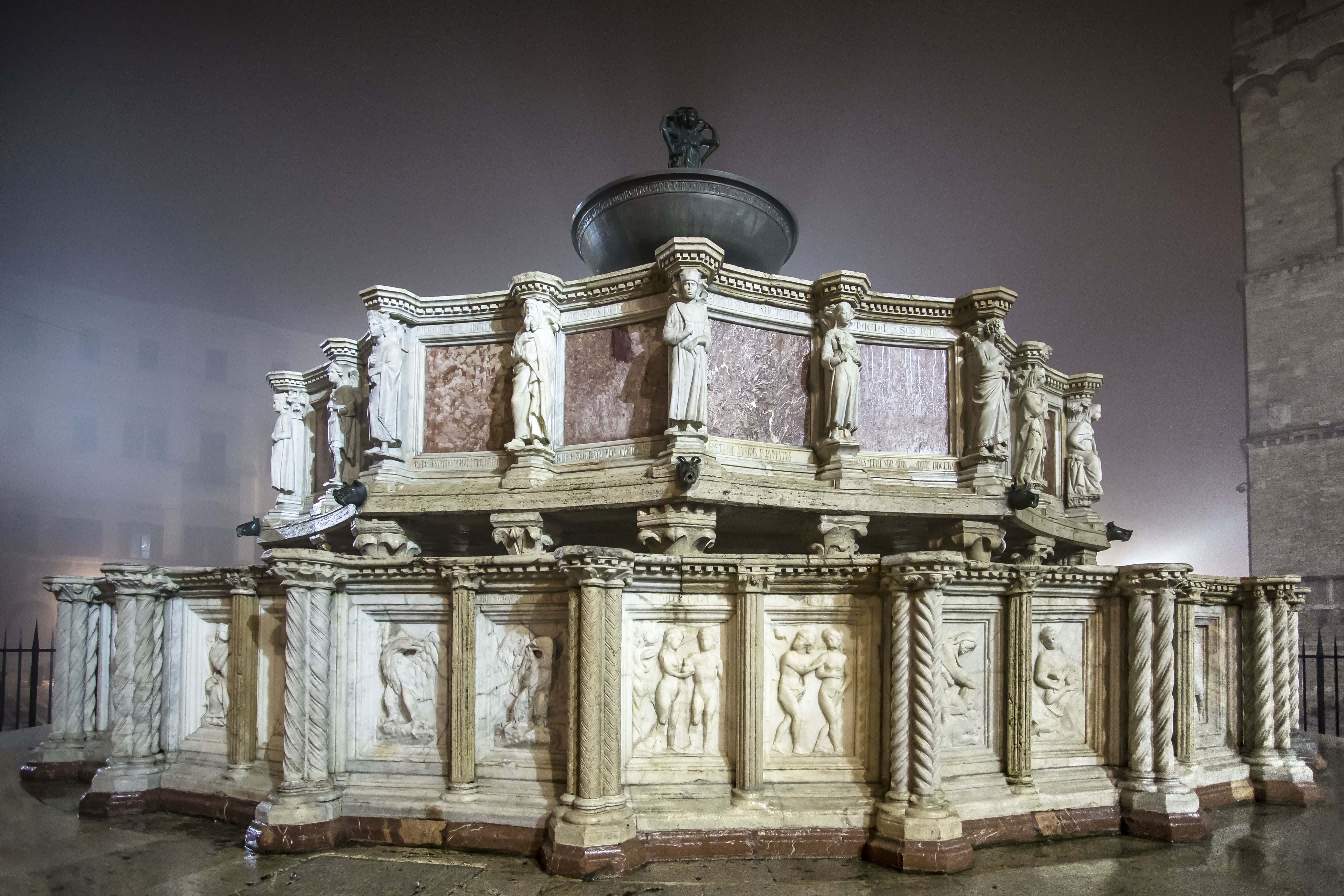
La fuente apagada.